# FLC Tunnel Group North
FLC Tunnel Group North I/S eller Femern Link Contractors er et multinationalt dansk konsortium, der er etableret i 2016 for at bygge Femern Bælt tunnellen. FLC har hovedkvarter i København med afdelinger i Rødby Havn og Puttgarden. De har ca. 2.800 ansatte. I Konsortiet indgår flere større bygge- og anlægsvirksomheder, hvilket inkluderer: Max Bögl Stiftung & Co. KG, Wayss und Freytag Ingenieurbau AG, BAM, Solétanche-Bachy International S.A.S., CFE SA, VINCI Construction Grands Projets S.A.S. og Dredging International N.V.. 